# 太淵穴
太淵穴是属于手太陰肺經的腧穴，是肺經的輸穴、原穴，八會穴之脈會。

## 釋名
太淵因脈氣大會於此，博大且深而得名。又名鬼心。唐朝時避高祖（李淵）名諱，改稱太泉。

## 定位
腕橫紋桡动脉搏動處。

## 主治
主治與肺有關的疾病，如咳嗽、气喘、胸痛等。

## 操作
直刺0.3-0.5寸；可灸。